# Foho Maulacobe
Der Foho Maulacobe (kurz: Maulacobe) ist ein Hügel in der osttimoresischen Gemeinde Bobonaro. Er liegt im Osten des Nordterritoriums des Sucos Atudara (Verwaltungsamt Cailaco), in der Aldeia Biateho und hat eine Meereshöhe von 446 m. Die Umgebung ist bewaldet und unbesiedelt. Östlich fließt der Marobo.